# 8320 van Zee
8320 van Zee eller 1955 RV är en asteroid i huvudbältet, som upptäcktes 13 september 1955 av Indiana Asteroid Program vid Indiana University Bloomington med Goethe Link Observatory. Asteroiden har fått sitt namn efter Liese van Zee.
Asteroiden har en diameter på ungefär 5 kilometer och den tillhör asteroidgruppen Nysa.